# Bourg (Luizjana)
Bourg – jednostka osadnicza w Stanach Zjednoczonych, w stanie Luizjana, w parafii Terrebonne.